# Lista de prefeitos de Lucas do Rio Verde
Esta é a lista de prefeitos do município de Lucas do Rio Verde, estado brasileiro de Mato Grosso.
O cargo de prefeito foi criado em 11 de abril de 1835, pela assembleia provincial paulista, em reação aos amplos poderes conferidos pelo Código de Processo Criminal de 1832 às câmaras municipais. Seguiram o exemplo paulista seis províncias do nordeste brasileiro (Alagoas, Ceará, Maranhão, Paraíba, Pernambuco e Sergipe).
Sob a vigente ordem constitucional, essa designação é dada ao funcionário público do Poder Executivo municipal, que exerce seu cargo em função de uma legislatura (mandato), sendo para tanto eleito a cada quatro anos, podendo ser reeleito por mais 4 anos (segundo mandato).
Funções
O poder executivo municipal chefia a administração e comanda os serviços públicos, tendo como comandante o prefeito.
A partir da constituição brasileira de 1934, o cargo de prefeito passou a ser o único, em todo o Brasil, ao qual estão atribuídas as funções de chefe do poder executivo do governo local, em simetria aos chefes dos executivos da União e do estado, portanto, em forma monocrática. Este texto quer dizer que deverá haver harmonia e integração de ação entre as esferas envolvidas sem a intervenção de uma na outra, exceto nos casos previstos na Constituição Federal.
Eleições
O prefeito é eleito por sufrágio universal, secreto, direto, em pleito simultâneo em todo o País, realizado a cada quatro anos, no primeiro domingo de outubro.
E trinta dias após tem lugar o segundo turno, se o eleito em primeiro lugar não atingir 50% dos votos válidos mais um voto, no caso de municípios com mais de duzentos mil eleitores.
Conforme a legislação eleitoral atual no Brasil para tornar-se elegível, exige-se uma série de requisitos;
- Possuir nacionalidade brasileira ou portuguesa (neste caso, o cidadão português deve se encontrar amparado pelo Estatuto de Igualdade entre Portugueses e Brasileiros),
- Título de eleitor em dia e estar em gozo pleno do exercício dos direitos políticos,
- Domicilio eleitoral na circunscrição na qual o candidato se apresenta,
- Filiação partidária,
- Ser alfabetizado (tópico invalidado pela atual constituição brasileira de 1988),
- Desincompatibilização de cargo público — Se ocupa um cargo público deve sair seis meses antes das eleições e voltar caso possa só após seis meses ao pleito eleitoral,
- Renúncia de outro mandado até seis meses antes do pleito e não ser parente afim ou consangüíneo, até segundo grau, ou cônjuge de titular de cargo eletivo; pode, entretanto, ser candidato à reeleição (artigo 14 da Constituição),
- Ter idade mínima de 21 anos.

Constam na lista os chefes do poder executivo do município a partir da posse do primeiro prefeito municipal, Werner Haroldo Kothrade, em 1988. Segundo a lei orgânica do município, datada de 2005, o poder executivo é chefiado pelo prefeito, que conta com o auxílio dos secretários municipais, livremente nomeados pelo mesmo. Existe ainda o vice-prefeito, responsável por substituir o prefeito quando necessário e também por assumir a prefeitura estando o cargo vago.
| Nº | Nome                                                        | Imagem                 | Partido                                          | Início do mandato      | Fim do mandato                          | Observações                           |
| —  | Anton Huber (Kottwil, 28.07.1933– Capolago, 22.12.2015)     |                        | —                                                | 3 de abril de 1986     | 1.º de julho de 1987                    | Sub-prefeito nomeado                  |
| —  | Jorge Luccini                                               |                        | Partido Democrático Trabalhista PDT              | 1.º de julho de 1987   | 31 de dezembro de 1988                  | Sub-prefeito nomeado                  |
| 1  | Werner Haroldo Kothrade (Rio das Antas, 21.05.1947–)        |                        | Partido do Movimento Democrático Brasileiro PMDB | 1.º de janeiro de 1989 | 31 de dezembro de 1992                  | Prefeito eleito em sufrágio universal |
| 2  | Paulo Vicente Nunes (Ronda Alta, 28.12.1959–)               |                        | Partido Progressista Brasileiro PPB              | 1.º de janeiro de 1993 | 31 de dezembro de 1996                  | Prefeito eleito em sufrágio universal |
| 3  | Otaviano Pivetta (Caiçara, 10.05.1959–)                     |                        | Partido da Frente Liberal PFL                    | 1.º de janeiro de 1997 | 31 de dezembro de 2000                  | Prefeito eleito em sufrágio universal |
| 3  | Otaviano Pivetta (Caiçara, 10.05.1959–)                     | 1.º de janeiro de 2001 | Partido da Frente Liberal PFL                    | 31 de dezembro de 2004 | Prefeito reeleito em sufrágio universal |                                       |
| 4  | Marino José Franz (São Carlos, 28.11.1962–)                 |                        | Partido Popular Socialista PPS                   | 1.º de janeiro de 2005 | 31 de dezembro de 2008                  | Prefeito eleito em sufrágio universal |
| 4  | Marino José Franz (São Carlos, 28.11.1962–)                 | 1.º de janeiro de 2009 | Partido Popular Socialista PPS                   | 31 de dezembro de 2012 | Prefeito reeleito em sufrágio universal |                                       |
| 5  | Otaviano Pivetta (Caiçara, 10.05.1959–)                     |                        | Partido Socialista Brasileiro PSB                | 1.º de janeiro de 2013 | 31 de dezembro de 2016                  | Prefeito eleito em sufrágio universal |
| 6  | Luiz Binotti (Campinas do Sul, 17.04.1963–)                 |                        | Partido Social Democrático PSD                   | 1.º de janeiro de 2017 | 31 de dezembro de 2020                  | Prefeito eleito em sufrágio universal |
| 7  | Miguel Vaz Ribeiro (Santo Antônio do Sudoeste, 02.10.1963–) |                        | Cidadania CID                                    | 1.º de janeiro de 2021 | 31 de dezembro de 2024                  | Prefeito eleito em sufrágio universal |
| 7  | Miguel Vaz Ribeiro (Santo Antônio do Sudoeste, 02.10.1963–) | Republicanos REP       | 1.º de janeiro de 2025                           | Atualidade             | Prefeito reeleito em sufrágio universal |                                       |